# Газманов, Олег Михайлович
Оле́г Миха́йлович Газма́нов (род. 22 июля 1951, Гусев, Калининградская область) — советский и российский певец, композитор, поэт, актёр, продюсер; народный артист Российской Федерации (2001). Семикратный лауреат Национальной российской премии «Овация».
С 6 октября 2022 года за поддержку вторжения России на Украину находится под санкциями всех стран Европейского союза и других стран.

## Биография
Родился 22 июля 1951 года в городе Гусеве Калининградской области в семье фронтовиков, которые были родом из Белоруссии, бабушка жила в Минске.
Отец — Михаил Семёнович Газманов (18 августа 1924, Михалки, Мозырский район, Гомельская область — 13 декабря 1983, Солнечногорск), в 17 лет ушёл на фронт, участвовал во взятии Кёнигсберга, воевал в составе Третьего Белорусского фронта, награждён медалью «За победу над Германией» и «За боевые заслуги», после войны служил в Берлине, окончил Пушкинское военное строительное училище в Ленинграде, служил в Монголии, Загорске, Александрове, Калуге, в 1972 году ушёл в отставку в звании майора строительных войск, всего отслужил в Советской армии 30 лет, любил петь, играл в шахматы, отец женился 2 раза, умер от инсульта в 59 лет.
Мать — Зинаида Абрамовна Газманова (урождённая Альтшулер; 27 сентября 1920, Кашаны (ныне Кричевского района Могилёвской области) — 5 декабря 2006, Калининград), еврейка. Во время войны была санитаркой в госпитале, затем — медсестрой. Войну закончила на Халхин-Голе, получила медаль за победу над Японией. Награды — медаль «За победу над Германией», медаль «За взятие Кёнигсберга». После войны работала врачом-кардиологом, потом — терапевтом.
Есть младшие сестра и брат по отцу, сестра — Елена Михайловна Кислова (д. Газманова) (род. 7 января 1965), руководитель Сбербанка в Солнечногорске, племянница — Алина Мясоедова (Кислова) (род. 1992), внучатая племянница — Виктория (род. 2016), брат — Михаил Михайлович Газманов (род. 30 августа 1973), по профессии военный инженер, работает инженером в компании сотовой связи, живёт в Зеленограде.
Учился три года в средней общеобразовательной школе № 8 Калининграда. Эту школу окончили Людмила Путина и Лада Дэнс. Затем продолжил учёбу в школе № 44; 9—10-й классы обучался в школе № 16.
В 1968—1973 годах обучался в Калининградском высшем инженерном морском училище по специальности «холодильные и компрессорные машины и установки». С третьего курса занимался наукой, ходил на судах в море. Окончил училище с отличием; служил под Ригой в звании лейтенанта. После окончания учёбы был приглашён работать преподавателем в училище, читал лекции, учился в аспирантуре, работал над диссертацией, оставшейся не защищённой.
В 1977—1981 годах обучался в Калининградском областном музыкальном училище по классу гитары.
Начал свою творческую деятельность в группе «Атлантик» в 1969 году, исполнив свою песню «Белый снег». В 1970-е и первой половине 1980-х годов работал в ресторане гостиницы «Калининград», выступал в составе калининградских ВИА «Визит», «Диво» и «Галактика». Четыре года работал звукооператором в группе «Синяя птица».
В 1983 году переехал в Москву. К этому времени являлся автором музыки и текстов нескольких песен, которые предлагал известным исполнителям.
В конце 1987 года Газмановым вместе с сыном Родионом была записана песня «Люси» (автор слов и музыки О. Газманов), которая стала очень популярной.
В 1989 году создал группу, песню и клип «Эскадрон». Песни Газманова «Мальчик-недотрога», «Снежные звезды», «Мой моряк» пела Галина Романова — певица и первая клавишница группы «Эскадрон», потом была участницей группы «Комбинация».
Первая виниловая пластинка с тремя песнями «Люси», «Улетаю», «Ямайка» издана тиражом около 30 миллионов экземпляров.
В 1991 году вышел дебютный сольный альбом Газманова «Эскадрон» с песнями в стиле евро-диско: «Путана», «Эскадрон», «Есаул», «Морячка» (лауреат Песни-91), «Дождись», «Свежий ветер» и другие.
В 1992 году в Монте-Карло получил премию «The World Music Awards».
В апреле 1993 года, во время политического кризиса в России поддержал президента РФ Б. Н. Ельцина в его противостоянии с Верховным советом, приняв участие в пропрезидентской кампании «Да—да—нет—да», приуроченной к референдуму 25 апреля 1993 года.
В ноябре 1993 года был выдвинут в качестве кандидата на пост депутата Государственной думы I созыва по общефедеральному списку избирательного блока Гавриила Попова и Анатолия Собчака «Российское движение демократических реформ». На выборах блок набрал 4,08 % голосов избирателей, не сумев таким образом пройти заградительный барьер.
В 1994 снялся в фильме «Сны» (режиссёр Д. Федосов), на основе фильма записан популярный видеоклип «А я девушек люблю».
В 1995 году Газманову присвоено звание заслуженного артиста России.
В 1997 совершил первое турне в США. В 1997 году выпустил песню «Москва», написанную к 850-летию города.

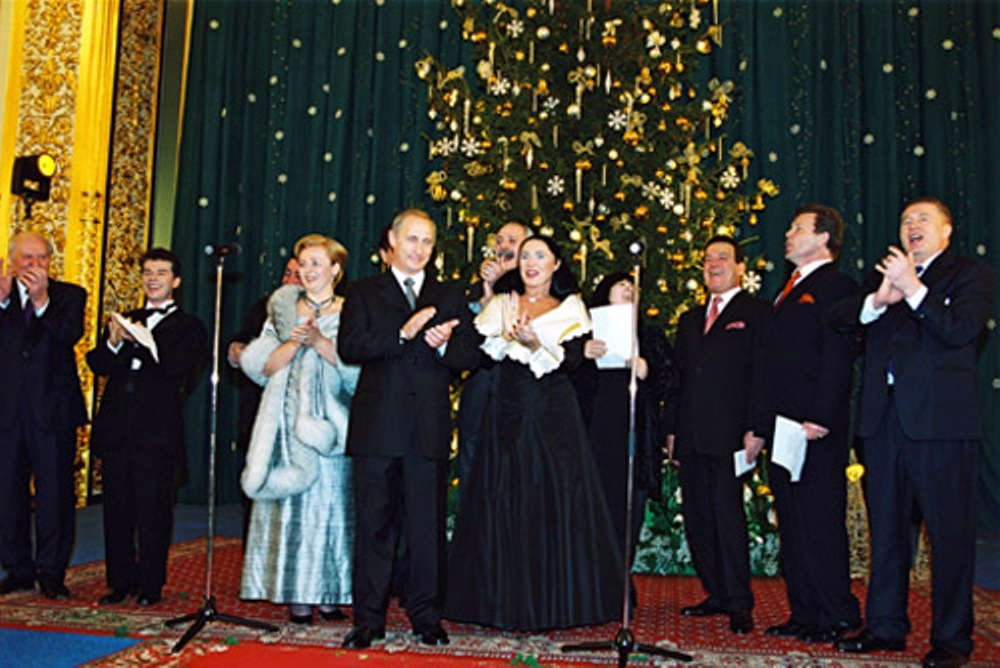
Газманов (второй слева), Людмила Путина, Владимир Путин, Никита Михалков, Надежда Бабкина, Иосиф Кобзон, Владимир Жириновский и др., 30 декабря 2000, торжественный приём в Кремле по поводу Нового года

В 2001 году Газманову присвоено звание народного артиста России.

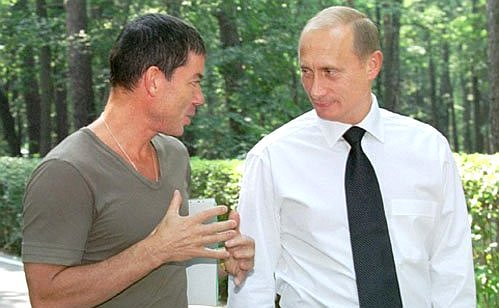
Газманов и Путин в Калининграде, 2002

С 2002 года является Послом доброй воли Детского фонда ООН.[source?]
В 2004 году выступил на Днях культуры России в Азербайджане.
23 июля 2005 года был в жюри КВН в Юрмале. 27 июля 2005 года выступил на открытии конкурса «Новая волна» в Юрмале. После своего выступления вытащил ракушку с номером первого участника, это оказался конкурсант из Латвии, который потом получил первое место.
10 марта 2006 года в Минске принял участие в съёмках концерта «За Беларусь».
В 2012 году принял участие в записи Государственного гимна Российской Федерации с Академическим ансамблем песни и пляски им. А. В. Александрова. Также записал сольное исполнение Государственного гимна Российской Федерации.
В 2013 году Газманову присвоено звание почётного гражданина города Калининграда и города Саратова.
В 2014 году принял участие в мероприятиях по подготовке и проведению Олимпийских игр. Член Общественного совета при Министерстве обороны Российской Федерации.
В марте 2014 года поддержал аннексию Крыма Россией, подписал письмо Путину в её поддержку.
В ходе президентских выборов 2018 года был доверенным лицом Владимира Путина.
В 2019 году стал одним из членов жюри «Детской новой волны-2019».
В 2021 году стал одним из членов жюри проекта «Голос 60+» на Первом канале.
27 октября 2021 года потребовал закрыть культурно-образовательный «Ельцин-центр» в Екатеринбурге, назвав его «рассадником всякого дерьма».
С 21 ноября 2021 года по 20 февраля 2022 года Олег и Родион Газмановы приняли участие в проекте «Две звезды. Отцы и дети» на Первом канале.
Газманов поддержал вторжение России на Украину. 18 марта 2022 года выступил в «Лужниках» на митинге-концерте в честь годовщины аннексии Крыма под названием «Za мир без нацизма! Zа Россию! Zа Президентa». Осенью в числе других провластных звёзд российской эстрады, поддерживающих нападение на Украину, принял участие в записи песни и пропагандистского клипа Встанем.
Согласно международному журналистскому проекту Kremlin Leaks, провластное АНО «Интеграция» помогала артисту вместе с Александром Розенбаумом и Юлией Чичериной собирать деньги для подразделений ЛНР и ДНР.
Живёт в Москве в заповеднике «Серебряный Бор» на берегу Бездонного озера. Является мастером спорта по спортивной гимнастике, болеет за московский футбольный клуб «Спартак», капитан 3 ранга в отставке. Шоу артиста отличаются многообразием спортивно-акробатических трюков, исполняемых Газмановым в кульминационные моменты песен.

## Семья
- Жена (1975—1997) — Ирина Павловна Газманова (род. 8 марта 1951)[38], домохозяйка, окончила химико-биологический факультет Калининградского государственного университета, живёт в Калининграде[13][39].
  - Сын — Родион (род. 3 июля 1981), певец, окончил Финансовую академию при правительстве РФ, в прошлом финансовый директор крупной российской фирмы, лидер музыкальной группы «ДНК», гастролирует, пишет музыку и стихи[39].
- Жена (фактически с декабря 1997, зарегистрировали брак 15 июля 2003) — Марина Анатольевна Муравьёва-Газманова (род. 11 марта 1969. Олег Газманов посвятил ей песни: «Моя любовь», «Единственная моя»[40][41]. Экономист, окончила Воронежский государственный университет. Первый муж — Вячеслав Мавроди. В 1997 году Вячеслава осудили, они развелись, из роддома Марину с сыном забирал Газманов.
  - Приёмный сын — Филипп (род. 29 ноября 1997, биологический отец Вячеслав Мавроди), бывший участник группы «Непоседы», учился в Великобритании[42]. После внесения Олега Газманова в санкционный список ЕС отказался от фамилии отчима и взял девичью фамилию матери — Муравьёв[43]. Является совладельцем компании грузоперевозок «Фрейтер», владеет 43,1 % акций[44].
  - Дочь — Марианна (род. 16 декабря 2003)[45], Олег посвятил ей песню «Доча».

Юморист Ефим Шифрин считает себя четвероюродным братом Олега, но сам Газманов опровергает эту информацию.

## Критика
Клип на песню «Новая заря» получил репутацию скандального и был показан по телевидению лишь единожды.
В 2015 году клип Газманова «Вперёд, Россия!» был удалён с YouTube, а через некоторое время после восстановления видеоканал Газманова был заблокирован. Певца обвинили в милитаризме. После широкой огласки происшествия канал певца разблокировали.

### Обвинения вплагиате
По мнению рок-музыканта Юрия Шевчука, идея песни Газманова «Сделан в СССР» заимствована из песни Шевчука «Рождённый в СССР». Шевчук критически отзывался о творчестве Газманова, называя его «кремлёвско-паркетным».
Омский бизнесмен и певец Александр Шаханин в 2018 году заявлял, что хочет подать в суд из-за композиции Газманова «Бессмертный полк», которая, по его словам, имеет пересечения с его композицией.
В 2023 году основатель «Русской медиагруппы» Владимир Киселёв обвинил Газманова в плагиате, зарабатывании денег на патриотической теме, назвав его некрофилом. Киселёв сообщил, что Газманов своровал мелодии в своих композициях «Никогда не проси» (Avicii), «Танцуй, пока молодой» (Modern Talking, «Riding On A White Swan»), «Свежий ветер» (Arabesque, «In for a Penny, In for a Pound»), «Люси» (Донна Саммер, «On the Radio»), «Эскадрон» (Bad Boys Blue, «I Wanna Hear Your Heartbeat»), «Сделан в СССР» (Брюс Спрингстин, «Born in the USA»), «Офицеры» («Поручик Голицын») и др.
В 2024 году обвинён актёром Максимом Виторганом в краже мелодии песни «Владивосток 2000» группы «Мумий Тролль».

### Санкции
21 июля 2014 года, накануне конкурса «Новая Волна», МИД Латвии включил Газманова в список иностранцев которым запрещён въезд в Латвию на неопределённый срок. МИД объяснил запрет «содействием подрыву территориальной целостности и суверенитета Украины».
В августе 2015 года СБУ внесла Газманова в список деятелей культуры, действия которых создают угрозу национальной безопасности Украины. В 2016 году включён в аналогичный список нежелательных лиц Литвой.
После вторжения России на Украину, в октябре 2022 года Международная рабочая группа по вопросам санкций Ермака — Макфола включила Газманова в список пропагандистов и идеологов войны, которые «создают лживые нарративы в соответствии с политикой Кремля», с предложением введения против него санкций. Ранее Газманов был внесён ФБК в список коррупционеров и разжигателей войны за участие в концертах в поддержку войны с Украиной.
6 октября 2022 года включён в санкционные списки стран Евросоюза, причастных к «оккупации, незаконной аннексии и фальшивым референдумам на территориях Донецкой, Луганской, Херсонской и Запорожской областей». Евросоюз отмечает, что Газманов своими заявлениями и музыкальными выступлениями поддерживал и оправдывал войну, распространяя ложные утверждения об угрозе со стороны НАТО. Также выступал во время пропагандистского митинга в поддержку аннексии Крыма в 2014 году. Поэтому, по мнению Евросоюза, он несёт ответственность за действия, политику, которые подрывают или угрожают территориальной целостности, суверенитету и независимости Украины.
В середине октября 2022 года Газманов был внесён в санкционные списки Украины и Швейцарии за участие в массовых мероприятиях, организованных правящей партией «Единая Россия», и пропагандистских митингах. 3 февраля 2023 года внесён в санкционный список Канады «российских агентов дезинформации» как причастный к распространению российской дезинформации и пропаганды.
4 июля 2024 года, после обращения в Google литовской комиссии по радио и телевидению с требованием удалить аккаунты лиц, включённых в санкционные списки ЕС, YouTube заблокировал официальный канал Газманова. Ранее страница и треки Газманова были удалены со стримингового сервиса Spotify.

### Уголовное дело
5 марта 2022 года Генеральный прокурор Украины Ирина Венедиктова сообщила, что Олег Газманов будет объявлен в международный розыск, и если артиста доставят на Украину, он будет привлечён к уголовной ответственности за посягательство на территориальную целостность Украины. Ранее певец заявил о том, что поддерживает вторжение России на Украину.

## Творчество

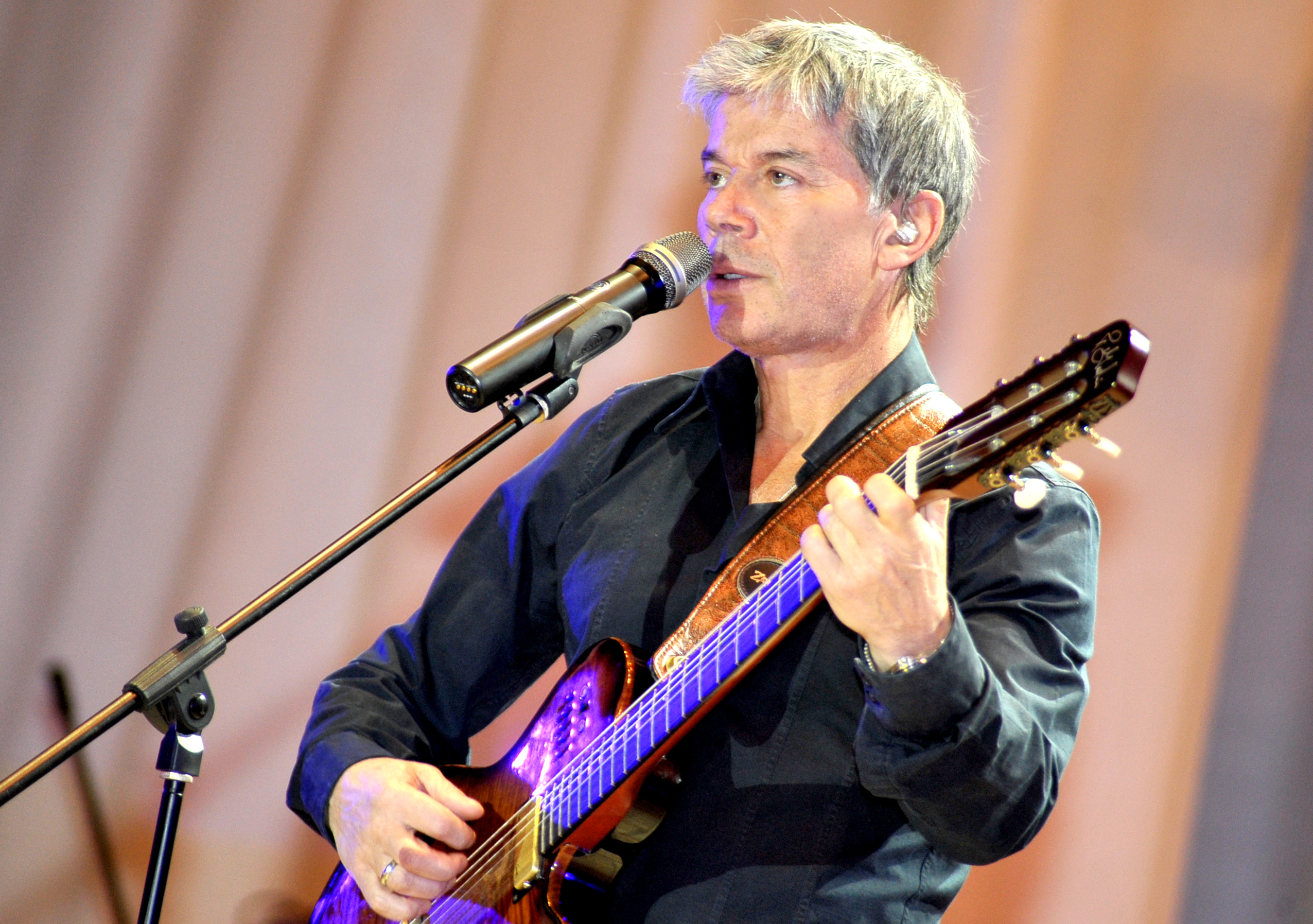
2010 год

### Дискография
Студийные альбомы:
1. 1990 — «Эскадрон» (переиздание в 1991, 1993)
2. 1991 — «Есаул»
3. 1991 — «Морячка» (переиздание в 1993)
4. 1994 — «Загулял» (8 новых песен, 4 перезаписанных)
5. 1996 — «Бродяга»
6. 1997 — «Эскадрон моих песен шальных…» (3 новые песни, 11 перезаписанных)
7. 1998 — «Красная книга Олега Газманова»
8. 2003 — «Мои ясные дни» (16 новых песен, 2 перезаписанные)
9. 2005 — «Сделан в СССР» (12 новых песен, 2 перезаписанные)
10. 2008 — «Семь футов под килем» (11 новых песен, 4 перезаписанных)
11. 2012 — «Измерение жизни» (10 новых песен, 5 перезаписанных)
12. 2015 — «Вперёд, Россия!» (8 новых песен, 3 перезаписанных)
13. 2015 — «Не прощайтесь с любимыми» (6 новых песен, 4 перезаписанные)
14. 2018 — «Жить — так жить!» (9 новых песен, 2 перезаписанных)
15. 2021 — «7:0 в мою пользу» (13 новых песен, 1 перезаписанная)

Сборники / концертные альбомы:
- 1989 — «Люси» (demo)

- 1993 — «Тень Буревестника»
- 1996 — «Москва. Лучшие песни»
- 2000 — «Из века в век. Избранное»
- 2002 — «Первый раунд — 50!» (live)
- 2004 — «Господа офицеры — 10 лет»
- 2011 — «Upgrade»
- 2013 — «Антология»
- 2014 — «Перезагрузка»
- 2020 — «Перезагрузка. Часть 2»

### Песни Газманова в исполнении других артистов
- «Люси», «Маугли», «Трубочист», «Карапузы», «Конец зимы», «Детские сны», «Мечта» — Родион Газманов (последняя дуэтом с Юлией Началовой).
- «Милые алые зори» — Николай Караченцов, Дмитрий Маликов.
- «Здравствуй, Питер!» — Михаил Боярский.
- «Морячка» — Филипп Киркоров, Владимир Жириновский[76], Николай Басков[77].
- 1997 — «Единственная» — Филипп Киркоров.
- «Белый снег», «Грешный путь», «Никогда», «Хобби», «Дело вкуса» — Валерий Леонтьев.
- «Я останусь с тобой» — Маша Распутина (сольно и дуэтом с Олегом Газмановым).
- «Москва» — Иосиф Кобзон и группа «Республика».
- «Одной волною накатило» — Надежда Бабкина и Людмила Николаева. В своё время песню пела Галина Романова.
- «Факт» — Владимир Пресняков.
- «Путана» — Александр Кальянов и Михаил Шуфутинский, также группа «Отпетые мошенники» (песня вошла в альбом Михаила Шуфутинского «Ты у меня единственная»).
- «Баядера» — группа «Штар».
- «Сонная ночь» — Кристина Орбакайте. Ранее песню исполняла Галина Романова, а также в другом названии — «От зари до зари» — песня была известна в исполнении Ларисы Долиной.
- «Снежные звёзды» — Наташа Королёва. Ранее песня также была известна в исполнении Галины Романовой.
- «Мой моряк» — исполняла Галина Романова. Позже песню перепели Татьяна Овсиенко, Марина Хлебникова, группа «Блестящие».
- «Надежда умирает последней» — Борис Моисеев.
- «Есаул» — Ирина Аллегрова и Сергей Савин, ранее песню исполняла Вика Цыганова.
- «Моя любовь» — Сергей Мазаев и Игорь Саруханов.
- «Мотылёк», «Мама», «Мой моряк» — исполняла Елена Валевская (Есенина). Песню «Мама» также исполнили: Денис Майданов, и дуэт Данил Плужников и Дима Билан
- «На заре» — группа «Белый Орёл» и Григорий Лепс.
- «Доля» — Сосо Павлиашвили и Лев Лещенко.
- «Свежий ветер» — группа «Ногу свело!».
- «Я не верю», «Офицеры», «Родники» — Иосиф Кобзон.
- «Танцуй, пока молодой» — Иосиф Кобзон и «Непоседы».
- «Поздно», «Забирай» — София Ротару (последняя — дуэтом с Олегом Газмановым).
- «Остров затонувших кораблей» — Витас.
- «Этот день» — Николай Басков.
- «Под стук колёс» — Лайма Вайкуле и Алсу (дуэтом с Олегом Газмановым).
- «Аэрофлот» — Валерий Сюткин.
- «Zločin i kazna» (сербский вариант песни «На заре»; автор сербского текста Джордже Балашевич) — сербский певец Здравко Чолич.
- «Бродяга» — Жасмин.

### Фильмография
- 1991 — «Гений» — камео
- 1993 — «В Новогоднюю ночь. Бал в Останкино» — гусар
- 1995 — «Старые песни о главном-1» — тракторист
- 1996 — «Старые песни о главном-2» — Газик, монтажник в клубе
- 2000 — «Старые песни о главном. Постскриптум» — «Аль Бано»
- 2007 — «Таксистка-4» — камео
- 2011 — «Новогодняя SMS-ка» — камео
- 2014 — «Смешанные чувства» — камео
- 2021 — «Рашн Юг» — камео
- 2021 — «Совершенно летние» — камео
- 2023 — «Родные люди» (новелла «Крым») — Олег Михайлович, артист на фестивале «Таврида. АРТ»

### Песни в кино
- 1994 — «Поезд до Бруклина»
- 2000 — «Рыцарский роман» — песня «Каждый выбирает по себе»
- 2001 — «Крот» (все сезоны) — песня «Москва»
- 2003 — «Нет спасения от любви» — песня «Я такой, как ты, не встречу никогда»
- 2006 — «Офицеры» (все сезоны) — песня «Два орла»
- 2010 — «Красная ртуть» — песня «Москва»
- 2010 — «Стреляющие горы» — песня «Погранзастава»
- 2011 — «Москва. Три вокзала» (все сезоны) — песня «Три вокзала»
- 2011 — «Немец» — песня «Билет в одну сторону»
- 2012 — «Всё просто» — песня «Москва»

## Телевидение
- 2017 — «Честное слово с Юрием Николаевым»[78]
- 2019 — «Секрет на миллион» — участник
- 2019 — «Импровизация» — гость (5 сезон 17 выпуск)
- 2021 — «Двое на миллион» — гость (2 сезон 10 выпуск, участвовал вместе с Родионом Газмановым)
- С 3 сентября 2021 года — наставник 4-го сезона шоу «Голос. 60+».

## Награды

### Государственные награды

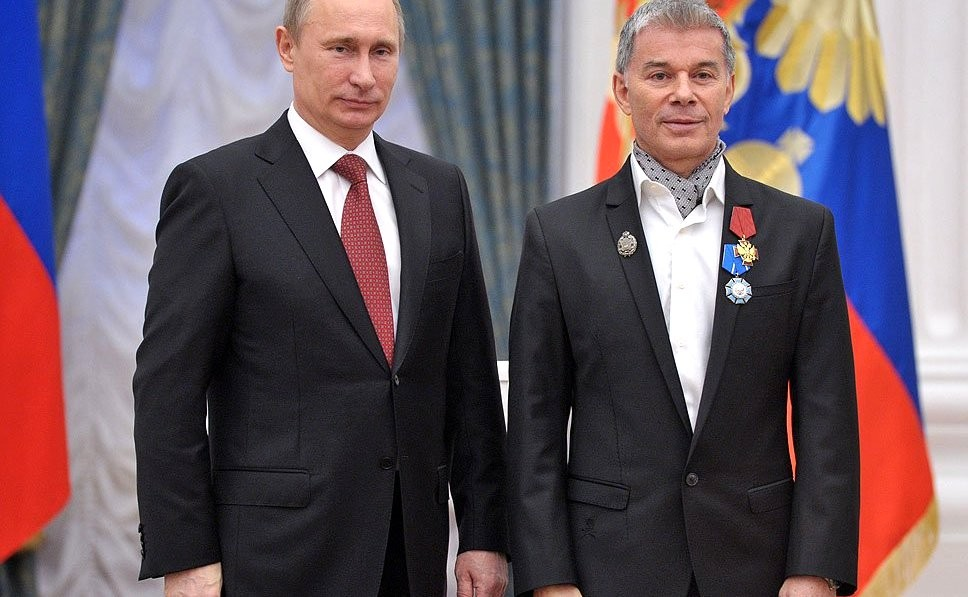
Награждение орденом «За заслуги перед Отечеством» IV степени, 26 декабря 2012 года

- «Заслуженный артист Российской Федерации» (25 апреля 1995) — за заслуги в области искусства[79].
- «Народный артист Российской Федерации» (19 июля 2001) — за большие заслуги в области искусства[80].
- орден Почёта (25 июля 2006) — за заслуги в развитии отечественного эстрадного искусства[81].
- орден «За заслуги перед Отечеством» IV степени (16 марта 2012) — за большой вклад в развитие отечественного эстрадного искусства и многолетнюю творческую деятельность[82].
- орден Дружбы (3 мая 2018) — за большие заслуги в развитии отечественной культуры и искусства, многолетнюю плодотворную деятельность[83].
- орден «За заслуги в культуре и искусстве» (8 июля 2022) — за большой вклад в развитие отечественной культуры и искусства, многолетнюю плодотворную деятельность[84].
- Юбилейная медаль «300 лет Российскому флоту».

### Другие награды, премии, поощрения и общественное признание
- Орден «Дуслык» (Республика Татарстан, Казань, 1 июня 2025) — за плодотворное сотрудничество с Республикой Татарстан, заслуги в развитии культуры и искусства[85]
- Орден Дружбы народов (Республика Башкортостан, Уфа, 31 августа 2024)[86]
- Благодарность Президента Российской Федерации (8 ноября 2023) — за заслуги в развитии отечественной культуры и искусства[87]
- Благодарность Президента Российской Федерации (31 декабря 1997) — за большой личный вклад в благотворительную деятельность в области детского милосердия[88].
- Медаль «В память 850-летия Москвы».
- Заслуженный деятель искусств Автономной Республики Крым (27 апреля 2001) — за высокое профессиональное мастерство, большой личный вклад в пропаганду русской культуры и развитие многонациональной культуры Крыма, активное участие в Днях культуры Москвы в Автономной Республике Крым[89].
- Почётная грамота Правительства Москвы (17 февраля 2004) — за заслуги в развитии отечественного эстрадного искусства и активную гражданскую позицию[90].
- Почётная грамота Московской городской думы (5 июня 2019) — за заслуги перед городским сообществом[91].
- Благодарность Министра культуры Российской Федерации (18 февраля 2004) — за большой личный вклад в пропаганду истории и традиций Российской Армии и в связи с 10-летием создания патриотической программы «Господа-офицеры»[92].
- Медаль «За укрепление боевого содружества».
- Премия ФСБ России (2011) — в номинации «музыкальное искусство» за песню «Погранзастава» к телефильму «Стреляющие горы». цикл военно-патриотических песен и личный вклад в патриотическое воспитание молодёжи.
- Медаль «Генерал армии Маргелов» — за личный вклад в укрепление и развитие Воздушно-десантных войск (Приказ Командующего ВДВ от 19 июля 2012 года № 105)[93].
- «Почётный гражданин города Калининграда» (19 июня 2013)[94].
- «Почётный гражданин города Саратова» (2013).
- Медаль «Памяти героев Отечества» — за реализацию проектов историческо-патриотических направлений (Приказ МО РФ от 19 декабря 2016 года № 870)[95].
- Медаль «Участнику военной операции в Сирии» (2017) — за содействие в решении задач, возложенных на Вооружённые Силы Российской Федерации при проведении военной операции в Сирийской Арабской Республике[96].
- орден святого благоверного князя Даниила Московского III степени (2017)[97].
- Знак «За службу в Таджикистане» (ФПС России)[98].
- Премия МВД России — за повышение престижа службы в органах внутренних дел Российской Федерации и внутренних войсках МВД России, доверие граждан к деятельности органов, пропаганду открытости и публичности деятельности МВД России[99].

### Общественные награды
- Магистр искусств в области популярной музыки (февраль 1995)[100].
- «Орден всеобщей детской любви», учреждённый Всероссийской организацией «Детский голос»[100].
- почётное звание подполковника Георгиевского кадетского корпуса (9 мая 1997)[100].
- на Площади звёзд у входа в ГЦКЗ «Россия» была заложена именная звезда Олега Газманова (9 мая 1998)[101].
- премия Кузбасса (26 августа 2011)[101].
- медаль "За освобождение Крыма и Севастополя (17 марта 2014) — за личный вклад в возвращение Крыма в Россию[102].

### Музыкальные премии
Золотой граммофон:
- 1996 — песня «Этот день».
- 1999 — песня «На заре».
- 2003 — песня «Туман».
- 2010 — песня «Забирай» (дуэт с Софией Ротару).

«Шансон года»:
- 2016 — песни «Ясные Дни», «Вороной» (с Тамарой Гвердцители), «Бывший Подъесаул» (квартет с Денисом Майдановым, Трофимом и Александром Маршалом).
- 2017 — песни «Когда мне будет 65», «Единственная Моя».
- 2021 — песня «Скорая помощь».
- 2023 — песни «Мама-Родина» (дуэт с Александром Маршалом), «Единственная моя».

Российская национальная музыкальная премия «Виктория»:
- 2021 — специальная премия «За вклад в развитие популярной музыки».

Участие в фестивале «Песня года»:
| Год  | Финал                                                |
| ---- | ---------------------------------------------------- |
| 1988 | «Люси» (с Родионом Газмановым)                       |
| 1990 | «Эскадрон»                                           |
| 1991 | «Морячка»                                            |
| 1993 | «Дороги»                                             |
| 1994 | «Друг»                                               |
| 1995 | «Бродяга», «А я девушек люблю»                       |
| 1996 | «Москва»                                             |
| 1997 | «Этот день»                                          |
| 1998 | «Мотылёк»                                            |
| 1999 | «Эскадрон», «Вот и лето прошло», «На заре», «Улетаю» |
| 2000 | «Детство моё», «Здравствуй, печаль»                  |
| 2001 | «Единственная»                                       |
| 2002 | «Ночи и дни», «Белый снег»                           |
| 2003 | «Туман», «Мои ясные дни»                             |
| 2004 | «Дорогие»                                            |
| 2005 | «Сделан в СССР»                                      |
| 2010 | «Измерение жизни»                                    |
| 2011 | Попурри из песен                                     |
| 2015 | «Именно она»                                         |
| 2016 | «Когда мне будет 65»                                 |
| 2018 | «Никогда не проси»                                   |
| 2019 | «Отбой»                                              |
| 2020 | «Осенний сон»                                        |

## Документальные фильмы и телепередачи
- «Олег Газманов. „Сделан в СССР“» («ТВ Центр», 2012)[103]
- «Олег Газманов. „Легенды музыки“» («Звезда», 2019)[104]
- «Моя правда. Олег Газманов». («Пятый канал», 2019)[105]
- «Олег Газманов. „7:0 в мою пользу“» («Первый канал», 2021)[106][107]